# Huayna Potosí
Huayna Potosí est une montagne en Bolivie culminant à 6 088 mètres d'altitude. Elle est située à environ 25 kilomètres au nord de La Paz dans la cordillère Orientale. Le sommet, couvert de glace, est un des plus beaux et plus célèbres du pays, donnant une vue sur l'Altiplano, La Paz, l'Illimani et la cordillère Royale.
Selon les estimations des scientifiques, la calotte glaciaire du Huayna Potosí est vraisemblablement condamnée à disparaître. Chaque année, elle perd deux mètres d'épaisseur et recule d'une vingtaine de mètres.

## Alpinisme
L'Huayna Potosí se gravit habituellement en deux jours. Il comporte plusieurs couloirs de glace très pentus, surtout dans le dernier tiers de l'ascension avec une pente à 80° et une cotation de AD+/II pour sa face ouest. Son antécime sud (5 715 mètres) a été baptisée Huayna Sur par G. Agnolotti en 1967.

### Ascensions
- 1919 - Première ascension par les alpinistes allemands Rudolf Dienst et Adolf Schulze[3] accompagnées d'O. Lohse
- 1929 - Huayna Sur par Valentino Pizoti et G. Cattoretti
- 1969 - Arête sud-est par une expédition conduite par Rudolph Knot
- 1971 - Arête nord par Curt Saville, Marshall Danker et Peter Williams

### Voie traditionnelle
Le départ se fait du camp de base Casa Blanca (4 700 mètres). Après une décompression de 10 minutes à 5 000 mètres, on rejoint le camp des Roches (5 130 mètres), situé à l'embouchure du glacier, après 2 à 3 heures de marche. La suite de l'ascension se fait par le plateau du camp des Argentins (5 430 mètres) après lequel se trouve le premier mur de glace, puis vers l'antécime (5 715 mètres) pour finir sur la crête du Polonais (5 900 mètres) et enfin le sommet (6 088 mètres). L'ascension du camp des Roches au sommet se fait généralement en 4 à 8 heures. La redescente au camp de base prend quant à elle de 2 à 4 heures.

### Voie des Français
À partir du Camp des Argentins, la montée se fait en direct vers le sommet, empruntant une pente plus raide (60°) qu'en passant par la crête sud.

### Risques liés à l'ascension
Du fait de son altitude, l'ascension de l'Huayna Potosí présente des risques inhérents à la pratique de l'alpinisme en haute montagne : hypothermie, fatigue, mal des montagnes auxquels s'ajoutent la présence de crevasses, de pentes pouvant aller jusqu'à 80° et d'avalanches durant l'été austral. L'ascension se fait d'ailleurs de nuit pour éviter une redescente passées 9 heures du matin où les ponts de neige au-dessus des crevasses commencent à se fragiliser sous l'effet des rayons du soleil.
La mort de cinq Argentins ayant baptisé le camp des Argentins dans les années 1980 ou celle d'un alpiniste polonais ayant donné son nom à la dernière crête en sont des rappels. Certaines agences de La Paz garantissent 58 % de réussite au sommet. Cependant, l'industrie touristique locale étant dépendante de la manne financière apportée par les touristes intéressés par son ascension, ces résultats semblent très optimistes. La réalité se trouverait plutôt aux alentours de 20 à 25 % d'ascensions menées à leur terme,, plusieurs abandons ayant lieu à l'antécime. Par ailleurs, selon la saison, l'ascension peut être plus compliquée, notamment durant les mois de novembre à février du fait des importantes précipitations.

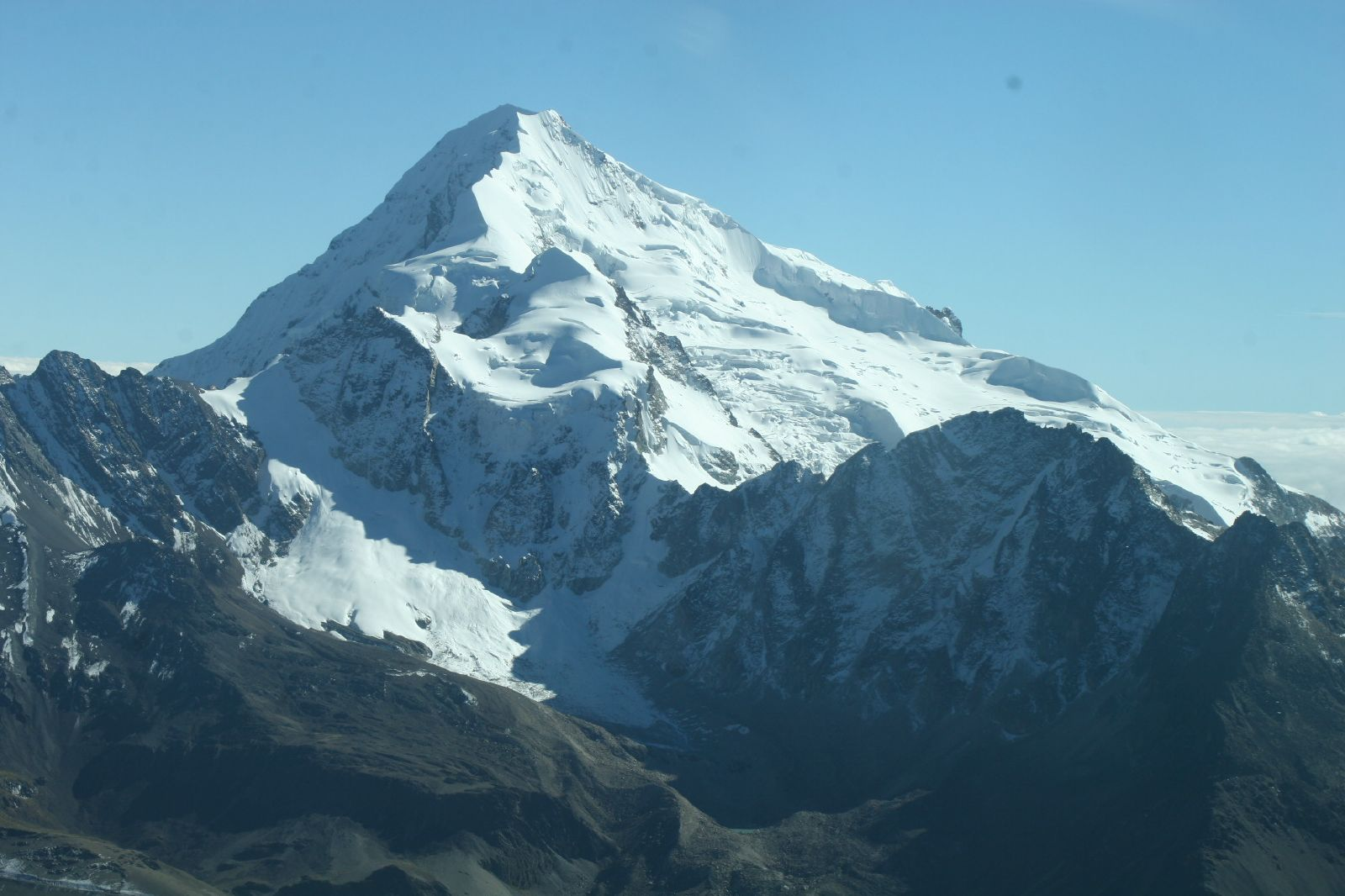
Huayna Potosi
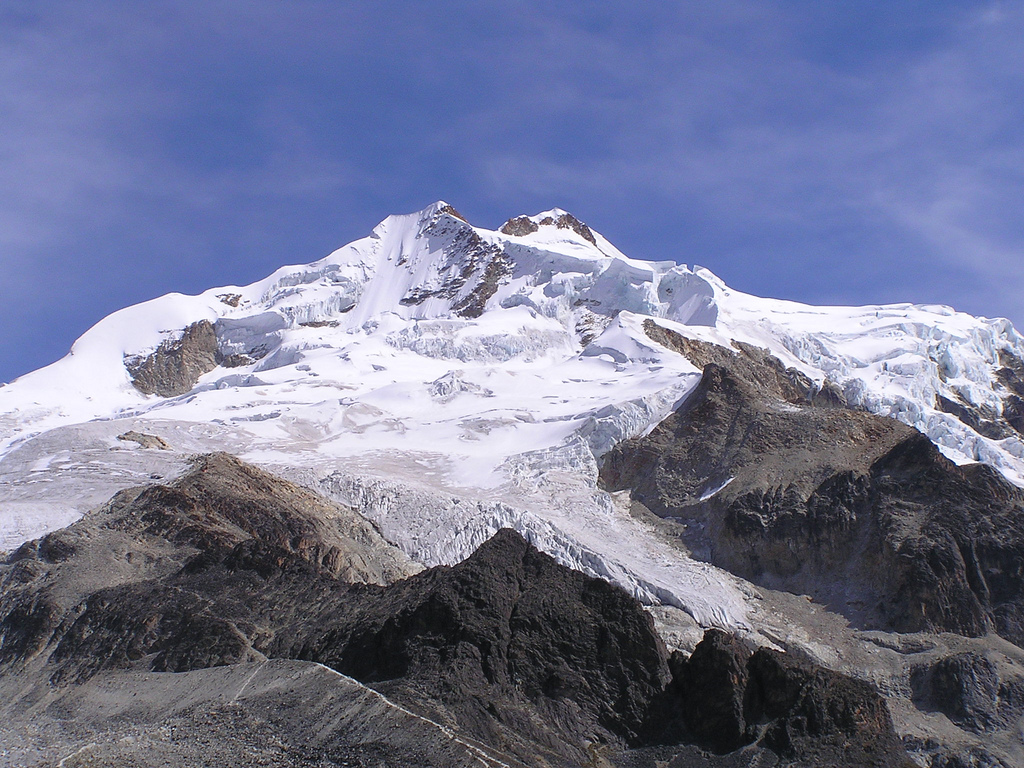
Huayna Potosi, 6 088 m, 25 km de La Paz, Bolivie
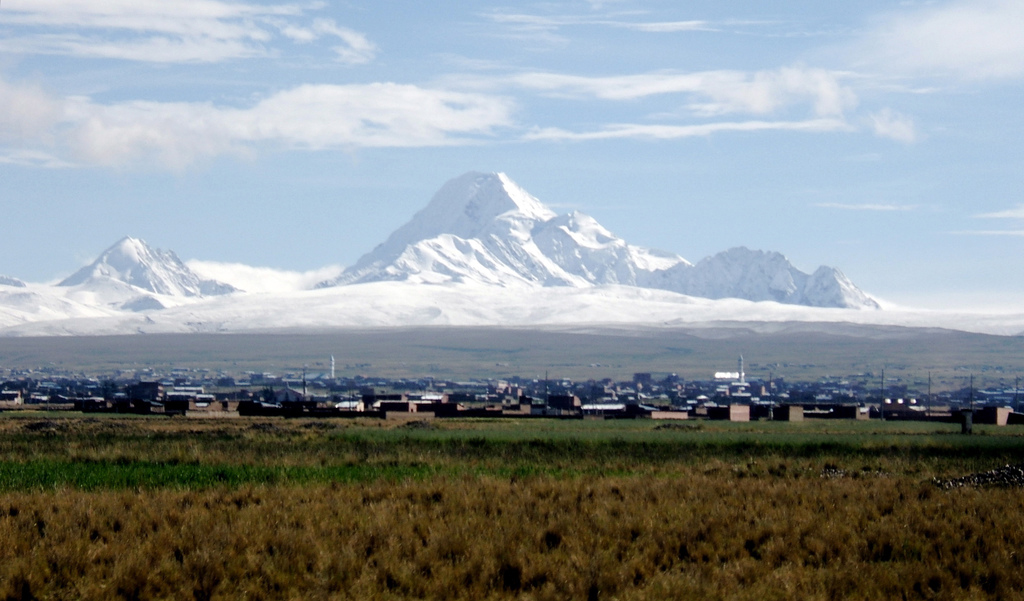
Altiplano de La Paz
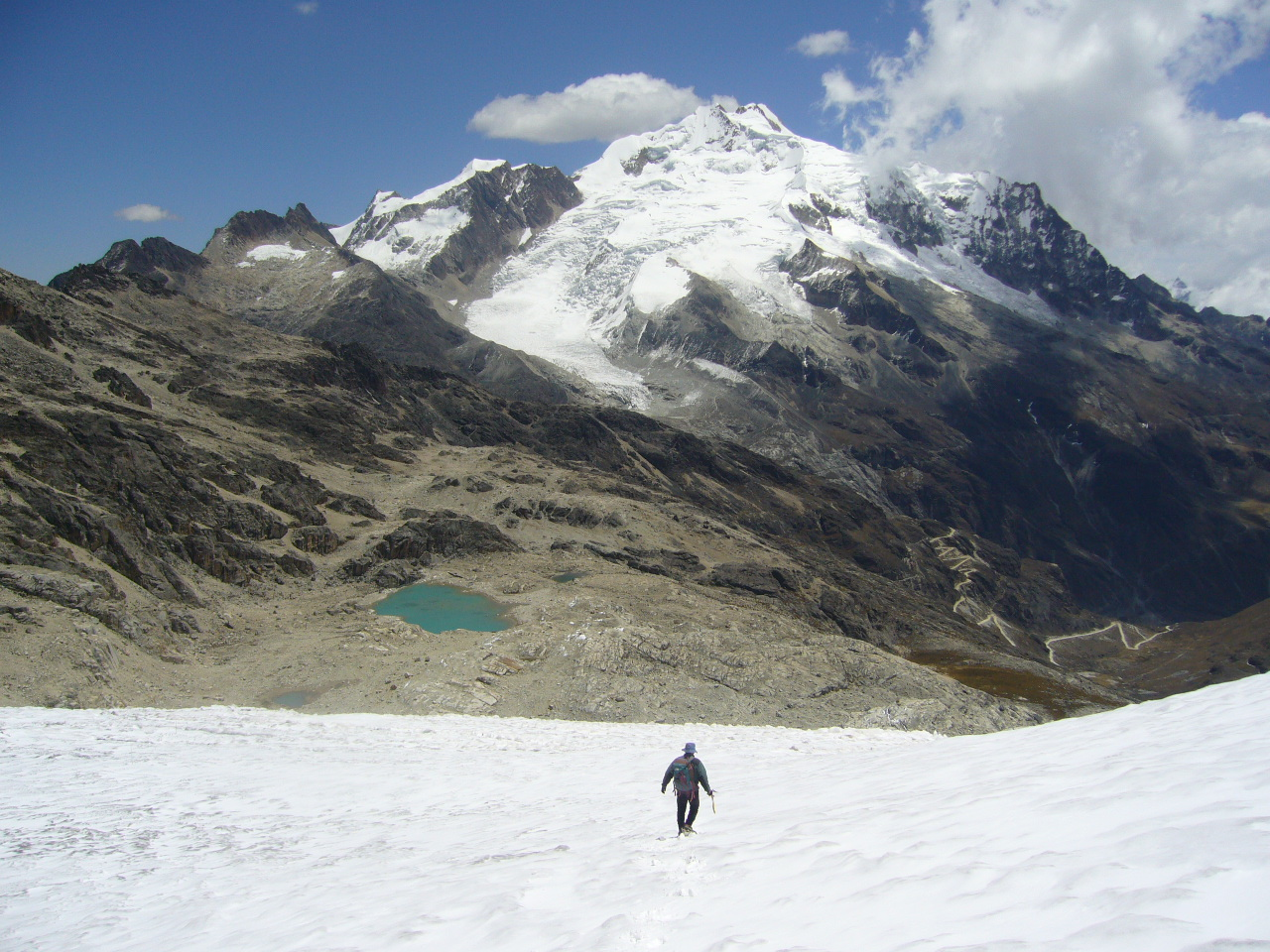
Montée vers Huayna Potosi